# Terratico di Bibbona
Terratico di Bibbona è la DOC riservata ad alcuni vini  la cui produzione è consentita nella provincia di Livorno.

## Zona di produzione
La zona di produzione delle uve comprende le aree vitate presenti nei comuni di Rosignano Marittimo, Cecina, Bibbona e Collesalvetti in provincia di Livorno.

## Storia
La tradizione viticola di questo territorio risale al tempo degli etruschi, ma la più antica testimonianza di vinificazione locale venne ritrovata nel podere La Pieve a Casale Marittimo presso una villa rustica di epoca imperiale nei pressi della quale vi erano i resti di un turcularum e di una cella vinaria.
Negli statuti di Rosignano Marittimo e di Bibbona del 1490 vengono riportate norme che regolano la raccolta, la produzione e il commercio del vino. Il primo censimento viticolo risale al 1809, quando l'area divenne  il Dipartimento del Mediterraneo nel Primo Impero francese.
Vittorio Chiavacci scrisse del vino locale nel 1900: « [...] si mangiò le abbondanti e famose pappardelle, poli e triglie chiappate a Marina, ed annaffiate da saporoso vino del Paratino...»

## Tecniche di produzione
Non sono autorizzati sesti di impianto espansi.
Le operazioni di vinificazione, invecchiamento ed imbottigliamento devono essere effettuate nel territorio delimitato; nel caso di diritti precostituiti sono autorizzabili se svolte nei comuni confinanti.
Il vino va condizionato in bottiglie di vetro chiuse con tappo di sughero raso bocca ed è obbligatorio indicare in etichetta l'anno di produzione.

## Disciplinare
La DOC è stata approvata con DM 28.06.2006 GU 163

Successivamente il disciplinare ha subito le seguenti modifiche:
- DM 30.11.2011 G.U. 295

La versione in vigore è stata approvata con DM 07.03.2014, pubblicato sul sito ufficiale del Mipaaf

## Tipologie
In tutte le tipologie è vietato l'utilizzo del Traminer aromatico ed è consentita la menzione "vigna"

### Bianco
| uvaggio                        | Vermentino: minimo 50%. |
| titolo alcolometrico minimo    | 11,00%                  |
| acidità totale minima          | 4,50 g/l.               |
| estratto secco minimo          | 15,00 g/l               |
| resa massima di uva per ettaro | 100 q.                  |
| resa massima di uva in vino    | 70%                     |

### Rosso
| uvaggio                        | Sangiovese: minimo 35%, Merlot: minimo 35%. |
| titolo alcolometrico minimo    | 12,50%                                      |
| acidità totale minima          | 4,50 g/l.                                   |
| estratto secco minimo          | 20,00 g/l                                   |
| resa massima di uva per ettaro | 90 q.                                       |
| resa massima di uva in vino    | 70%                                         |

### Rosso superiore
| uvaggio                        | Sangiovese: minimo 35%, Merlot: minimo 35%. |
| titolo alcolometrico minimo    | 13,00%                                      |
| acidità totale minima          | 4,50 g/l.                                   |
| estratto secco minimo          | 22,00 g/l                                   |
| resa massima di uva per ettaro | 80 q.                                       |
| resa massima di uva in vino    | 70%                                         |
| invecchiamento minimo          | 18 mesi di cui 12 mesi in botti di legno.   |

### Rosato
| uvaggio                        | Sangiovese: minimo 35%, Merlot: minimo 35% |
| titolo alcolometrico minimo    | 11,50%                                     |
| acidità totale minima          | 4,50 g/l.                                  |
| estratto secco minimo          | 17,00 g/l                                  |
| resa massima di uva per ettaro | 90 q.                                      |
| resa massima di uva in vino    | 70%                                        |

### Trebbiano
| uvaggio                        | Trebbiano toscano 85%. |
| titolo alcolometrico minimo    | 11,00%                 |
| acidità totale minima          | 4,50 g/l.              |
| estratto secco minimo          | 17,00 g/l              |
| resa massima di uva per ettaro | 100 q.                 |
| resa massima di uva in vino    | 70%                    |
| invecchiamento                 |                        |

### Vermentino
| uvaggio                        | Vermentino 85% |
| titolo alcolometrico minimo    | 11,50%         |
| acidità totale minima          | 4,50 g/l.      |
| estratto secco minimo          | 17,00 g/l      |
| resa massima di uva per ettaro | 100 q.         |
| resa massima di uva in vino    | 70%            |
| invecchiamento                 |                |

### Sangiovese
| uvaggio                        | Sangiovese minimo 85% |
| titolo alcolometrico minimo    | 12,50%                |
| acidità totale minima          | 4,50 g/l.             |
| estratto secco minimo          | 20,00 g/l             |
| resa massima di uva per ettaro | 90 q.                 |
| resa massima di uva in vino    | 70%                   |
| invecchiamento                 |                       |

### Merlot
| uvaggio                        | Merlot minimo 85% |
| titolo alcolometrico minimo    | 12,50%            |
| acidità totale minima          | 4,50 g/l.         |
| estratto secco minimo          | 22,00 g/l         |
| resa massima di uva per ettaro | 90 q.             |
| resa massima di uva in vino    | 70%               |

### Cabernet sauvignon
| uvaggio                        | Cabernet Sauvignon minimo 85% |
| titolo alcolometrico minimo    | 12,50%                        |
| acidità totale minima          | 4,50 g/l.                     |
| estratto secco minimo          | 22,00 g/l                     |
| resa massima di uva per ettaro | 90 q.                         |
| resa massima di uva in vino    | 70%                           |

### Syrah
| uvaggio                        | Syrah minimo 85% |
| titolo alcolometrico minimo    | 12,50%           |
| acidità totale minima          | 4,50 g/l.        |
| estratto secco minimo          | 22,00 g/l        |
| resa massima di uva per ettaro | 90 q.            |
| resa massima di uva in vino    | 70%              |